# Gabriel Walser
Gabriel Walser (* 18. Mai 1695 in Wolfhalden; † 8. Mai 1776 in Berneck SG; heimatberechtigt in Flüelen,  in Teufen) war ein Schweizer Pfarrer, Historiker und Geograph aus dem Kanton Appenzell Ausserrhoden.

## Leben
Gabriel Walser war der Sohn von Gabriel Walser (Pfarrer in Teufen und Wolfhalden) und Katharina Zellweger. 1712 begann er sein Theologiestudium in Basel und legte dort – nach Studienaufenthalten in Marburg, Tübingen, Jena und Halle – 1717 sein Examen ab. Er wurde Mitglied der Appenzeller Synode. Im Jahr 1718 heiratete er die aus einer vornehmen St. Galler Familie stammende Maria Elisabeth Zollikofer, Tochter des Ruprecht Zollikofer. 1721 wurde er zum Pfarrer von Speicher gewählt. Dort wirkte er von 1721 bis 1745. Im Landhandel engagierte er sich auf der Seite der unterlegenen Linden und wurde deshalb 1732 zu einer Busse verurteilt. 1745 übernahm er die Pfarrstelle in Berneck, die er bis zu seinem Lebensende bekleidete.

## Werk
Neben seiner Tätigkeit als Pfarrer verfasste Gabriel Walser den Alter und neuer Appenzeller Schreib-Calender für die Jahre 1738 bis 1745, eine Sammlung mit allgemein verständlichen naturwissenschaftlichen, historischen und erzählerischen Inhalten.

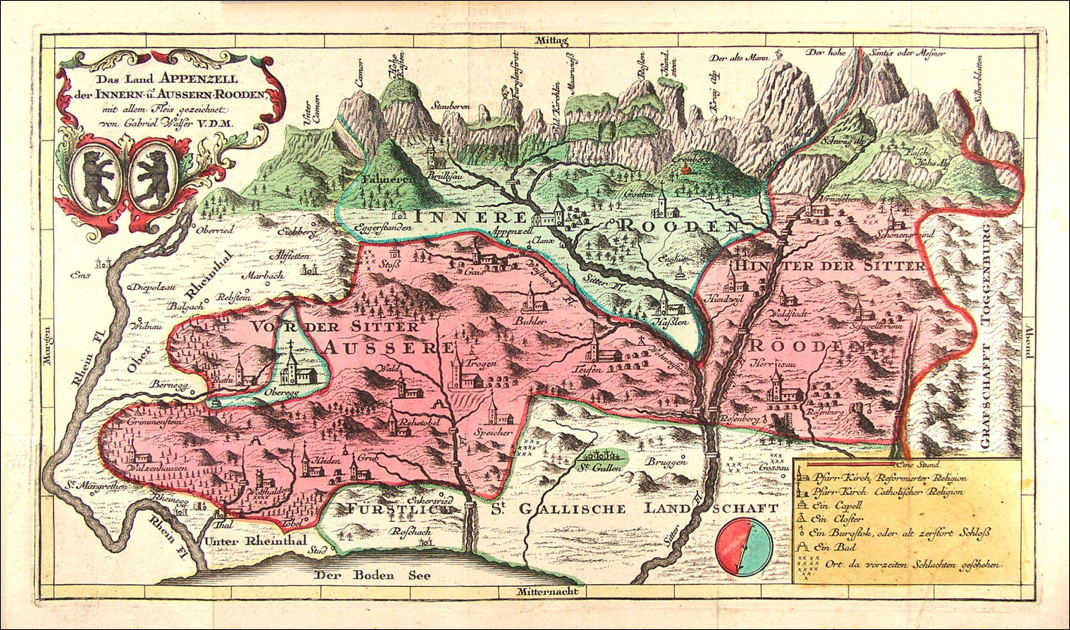
Karte des Kanton Appenzell

Sein Hauptwerk war die 1740 im Eigenverlag herausgegebene Neue Appenzeller-Chronick oder Beschreibung des Cantons Appenzell der Innern- und Aussern-Rooden. Diese Kantonsgeschichte seit der Römischen Zeit umfasste auch geografische Beschreibungen. einschließlich einer Karte des Landes Appenzell. Sie enthielt im Anhang verschiedene Urkunden aus den Jahren 1378 bis 1667 sowie ein Beamtenverzeichnis. Walsers Chronik gilt als Erweiterung und Fortsetzung der bis ins Jahr 1682 reichenden Appenzeller Chronik des Pfarrers Bartholomäus Bischofberger aus Trogen. Der landeskundliche, wertvollere Teil der Chronik beruht auf eigenen Beobachtungen. Der historische Teil schliesst an Bartholomäus Bischofbergers Werk an und ergänzt dieses bis 1732. Hier musste Walser auf obrigkeitliches Geheiss hin abbrechen. Seine Fortsetzung für die Jahre 1732 bis 1772 erschien erst im Jahr 1829.
Für den Augsburger Verleger Seutter zeichnete Walser nach zahlreichen Reisen durch die Ost- und Zentralschweiz Karten der Kantone Luzern, Uri, Schwyz, Glarus und Appenzell sowie von Graubünden. Für den 1769 in Nürnberg erschienenen Atlas Novus Reipublicae Helveticae erstellte er – basierend auf Karten von Johann Jakob Scheuchzer, Hans Konrad Gyger und anderen – in den Jahren 1763 bis 1768 fünfzehn Blätter, welche die 18 Kantone der Alten Eidgenossenschaft (ohne Schaffhausen) sowie die Gebiete von St. Gallen, Graubünden und Wallis abdeckten. Walser führte hierzu keine Vermessungen durch. Seine Karten stellen aber insgesamt eine leichte qualitative Verbesserung gegenüber Scheuchzers Karten dar. 1770 erschien in Zürich Walsers Schweitzer-Geographie samt den Merkwürdigkeiten in den Alpen und hohen Bergen. Diese ist eine Erläuterung zum Atlas.